# Highland Home
Highland Home es una comunidad no incorporada en el condado de Crenshaw, Alabama, Estados Unidos. Se encuentra sobre la ruta federal 331 a 16,6 millas (26,7 km) al norte de Luverne. Highland Home tiene una oficina de correos con el código postal 36041, que abrió sus puertas el 15 de julio de 1837.